# Џамије на подручју Зворника
Џамије на подручју Зворника биле су три султанске џамије и један месџид које су настале у време Османске царевине, а потом страдале у бурним историјским догађајима на овом простору.

## Историја
Зворник као веће насеље зачето је у 12. веку, јер су археолошким истраживањима пронађени трагови словенских насеља у Градини у Доњем Шепаку и у Градини у Шетићима. Река Дрина и положај на крају Дринске клисуре, током читавог постојања Зворника, били су „главни улаз“ свих трговачких каравана из унутрашњости Европе, али и свих освајача Босне. У средњем веку Зворник се сматрао важним градом у коме се копа олово, сребро и злато, а био је и улаз у турско освајање Босне.
У освојеним крајевима Турци су формирали веће административно-политичке и војне јединице које су се звале санџаци. Први турски заповедник у освојеном граду био је Алибег Михајловић. Турци су убрзо Зворник  претворили у јаку пограничну тврђаву одакле су полазили сви турски војни походи на север. На територији некадашње босанске државе након њеног освајања формирали су три санџака: босански (1463.), херцеговачки (1470.) и зворнички (1480.) године.
Прва џамије у Зворнику
По доласку у Зворник, Турци су ударили темеље утврђењу поред Дрине обалским бедемима и батеријама да затворе сваки прилаз тим правцем од воде, то је приближно данашња његова основа. Истовремено проширен је и учвршћен Горњи град у коме је Мехмед II Освајач по освајању Зворника подигао прву џамију, која је названа његовим именом. Према доступним подацима џамија је настала после 1460, а пре 1481. године. Тада је насеље тежило ка том Горњем граду, где је започета изградња зворничке тврђаве. Након што су зидине опколиле читав зворнички залив, и спустиле се све до Дрине, насеље је почело да гравитира према Средњем и Доњем граду, који су били приступачнији. Ту су одмах подигнуте стамбене зграде за посаду и представнике власти, јер је око султанове џамије настала и прва стамбена четврт, најстарија махала у Зворнику, коју помињу турски пописи, названа по имену наведене џамије. Она се временом проширила и на простану зараван уз капију тврђаве. 
Друга џамија у Зворнику
Турци су  по доласку у Зворник затекли развијено насеље са доста прометним тргом, које се није директно наслањало на тврђаву, него се налазило знатно ниже, тамо где су се састајала два стара пута — један што је ишао од правца Врхбосне преко данашњих Шековића и Папраће, па кроз садашње село Кула Град, крај самог Горњег града, и спуштао се према Дрини, гдј је (код данашње робне куће и споменика палим борцима) излазило на пут који је водио левом обалом Дрине према Сави. На овом ширем простору као и на ширем простору данашњег насеља Фетија налазило се подграђе Зворника (Подзвоник), односно хришћанска варош, чији су становници били, углавном, католици. 
У овом делу града, опет за потребе тврђаве, војне посаде и бирократа Града, у Доњем Граду је изграђена џамија Султан Бајазидова џамија. 
Обе џамије биле су џамије мањих димензија, архитектонски безначајне, јер су, највероватније рађене за потребе војске и посаде града.
Трећа џамија у Зворнику

Тек након оснивања већег муслиманског насеља у Зворнику, које се назвало Фетхија по термину „feth - освајање“, саграђена је и трећа султанова џамија, „за чаршију“, по узору на све остале у то време рађене царске џамије у Босни. Ову трећу султанову џамију саградио је султан Сулејмани Законодавац. 
Четрврта џамија
Џамија Бексуја саграђена је 1776. године од ломљивог камена, а мунара од дрвета. Спољне димензије су биле 10,5 х 6,5 метара. Заједно са турбетом до њега срушена је у априлу 1992. године након што је град пао у руке српских паравојних формација и ЈНА. Простор на којем се налазила џамија служио је за паркирање, а постављени су и контејнери за смеће.
Бексуја је обновљена након рата 2002. године, а пуштена је у рад 2004. године, као једна је од три активне џамије у Зворнику. 
Неки од имама џамије били су: Мумин еф. Чакловица, Мурадиф еф. Караосмановић, Сафет еф. Софтић и Мустафа еф. Мухаремовић.

## Епилог
Бурна историјска превирања у Зворнику утицала су на наношење штете, углавном културне, која је резултовала уништењем све три џамије. Прве две џамије нестале су у османско доба, а нестанак треће џамије повезан је с доласком Аустроугарске, на простор Босне и Херцеговине.

На месту срушене Замлаз џамије, у насељу Замлаз на јужном улазу у Зворник (из правца Сарајева). после рата у Босни и Херцеговини 1990-тих година, изграђен је стамбени комплекс. Према наводима исламске зајенице...
...у насталој ситуацији очекивано је било да ће бити немогуће повратити вакуфско имање и земљиште испод зграда, срушити зграде и обновити џамију. Исламска заједница је добила заменску локацију преко пута старе локације) за обнову џамије у Замлазу.
На новој локација џамија Замлаз обнављена је уз учешће организације „Оживљавање исламске традиције“ из Кувајтске дирекције за Балкан и вакифа Февзије ел-Белул, у првобимтном изгледу. Свечано је отворена  25. октобра 2014. године.